# Esterna församling
Esterna församling var en församling i Uppsala stift i nuvarande Norrtälje kommun i Stockholms län. Församlingen uppgick 1797 i Fasterna församling.
Kyrkan var Esterna kyrka som efter sammanläggningen blev Fasterna kyrka och kom att utökas i början av 1800-talet.

## Administrativ historik
Församlingen har medeltida ursprung.
Församlingen var till 1797 annexförsamling i pastoratet Fasta och Esterna. 1797 uppgick båda församlingarna i denna som då namnändrades till Fasterna församling.